# 薩南健児の歌
『薩南健児の歌』は、1963年6月25日に発売された橋幸夫の39枚目のシングルである（VS-1024）。

## 概要
- 作詞は大林清、作曲は恩師吉田正だが、橋が同じく恩師にあたる作詞家佐伯孝夫以外の楽曲を歌うのはオリンピック音頭など特殊なものを除けば初めて作品となる。本曲は橋の股旅物とは違う「歴史もの」の時代歌謡に属する作品で、近代に入ってからの最大規模の内戦となった明治10年の西南戦争を対象としている。1月30日鹿児島私学校の生徒が兵器弾薬を奪取したことが発端で、9月24日西郷が自刃したことで終結した[2]。
- 西南戦争を題材とした橋の楽曲は、1962年2月に発売された橋幸夫の18枚目のシングル『悲恋の若武者』があり、これは佐伯・吉田の両恩師コンビの作品で、後に橋の主演で同名の映画が制作されている[3]。
- 本楽曲は、映画ではなくＮＨＫラジオ・芸能ホール連続放送劇「薩南健児」の主題歌として制作されたもので、ドラマの脚本を書いた大林清が作詞を担った。
- 橋はこの年シングルを15枚をリリースするが、『北海の流氷』『箱根山』『若い歌声』『月夜の渡り鳥』などラジオやテレビ・映画関係がらみが特に多かった年であった。[4]
- 大林清は、日本作家クラブ会長も勤めた東京出身の作家で、戦後にラジオ、テレビで多くの脚本を書いている。
- 詩は西南戦争の展開に合わせ、1番で「春の宴に背いて」で決起を、3番は「月の宴を名残」としてで、その終結までを歌い上げている。ラジオ劇は、1963年3月11日15日まで5夜連続放送であった。

## 収録曲
1. 薩南健児の歌
作詞：佐伯孝夫、作・編曲：吉田正
2. よみがえる青春（唄：三浦洸一）
作詞：川内康範、作・編曲：吉田正

## 収録アルバム
- 初期のLP盤での収録はあるが、近年のCD盤でのベストアルバムへの収録はない。
- CD-BOXでの収録は以下のとおり。
  - 『橋幸夫大全集』1993/9　Disc3
  - 『橋幸夫のすべて』2011/2　Disc3

## 関連サイト
- ラジオドラマ資源